# 긴테쓰나고야역
긴테쓰나고야역(일본어: 近鉄名古屋駅)은 일본 아이치현 나고야시 나카무라구에 위치한 긴키 닛폰 철도 나고야 선의 철도역이다. 이 노선의 시.종점이기도 하며, 역 번호는 E 01이다. 두단식 승강장 4면 5선의 구조를 갖춘 지하역이다.

## 타는 곳
| 1 | ■ 보통                 |                                                              |
| 2 | ■ 준특급 ■ 급행 (일부) | 1번 선 쪽의 승강장 길이는 4량                                |
| 3 | ■ 급행 ■ 준특급 (일부) |                                                              |
| 4 | □ 특급                 | 러시아워 때는 급행 · 준특급의 도착에도 사용 (도착 후는 회송) |
| 5 | □ 특급                 | 러시아워 때는 급행 · 준특급의 도착에도 사용 (도착 후는 회송) |

## 이용 현황
| 연도   | 승차 인원 | 하차 인원 | 조사일 |
| ------ | --------- | --------- | ------ |
| 1991년 | 80,643    | -         | -      |
| 1992년 | 80,101    | 139,535   | 11/11  |
| 1993년 | 79,840    | -         | -      |
| 1994년 | 78,533    | -         | -      |
| 1995년 | 78,292    | 129,504   | 12/5   |
| 1996년 | 73,731    | -         | -      |
| 1997년 | 70,814    | -         | -      |
| 1998년 | 69,354    | -         | -      |
| 1999년 | 68,792    | -         | -      |
| 2000년 | 68,601    | -         | -      |
| 2001년 | 67,766    | -         | -      |
| 2002년 | 66,778    | -         | -      |
| 2003년 | 65,759    | -         | -      |
| 2004년 | 65,305    | -         | -      |
| 2005년 | 65,636    | 110,144   | 11/8   |
| 2006년 | 64,569    | -         | -      |
| 2007년 | 64,494    | -         | -      |
| 2008년 | 63,739    | 108,792   | 11/18  |
| 2009년 | 61,176    | -         | -      |
| 2010년 | 61,062    | 106,149   | 11/9   |
| 2011년 | 60,498    | -         | -      |
| 2012년 | 60,892    | 102,687   | 11/13  |

## 역 주변
- 긴테쓰 백화점 나고야점

## 인접 역
| 긴키 닛폰 철도 E 나고야 선 | 긴키 닛폰 철도 E 나고야 선 | 긴키 닛폰 철도 E 나고야 선         |
| -------------------------- | -------------------------- | ---------------------------------- |
| 시·종착역                  | ■ 급행 · ■ 준특급          | 긴테쓰카니에 E08 이세나카가와 방면 |
| 시·종착역                  | ■ 보통                     | 고메노 E02 이세나카가와 방면       |